# Charles Magner
Pour les articles homonymes, voir Magner.
Charles Magner est un organiste et compositeur français né le 27 septembre 1838 à Moulins et mort le 8 février 1893 à Paris.

## Biographie
Charles Henri Magner naît le 27 septembre 1838 à Moulins,.
Issu d'une famille de musiciens, il étudie à Paris auprès de Georges Schmitt, notamment, à l'École de musique religieuse Niedermeyer, où il obtient un 1er prix d'orgue en 1857,.
Il est ensuite maître de chapelle à l'église Saint-Nicolas-du-Chardonnet, au collège Rollin et au Petit séminaire de Paris,.
Comme compositeur, Charles Magner est l'auteur de musiques pour la scène, Khan-thalou, « folie chinoise » créée aux Bouffes-Parisiens en mars 1867, Un souvenir, opéra-comique créé au théâtre de Cluny le 23 mars 1873, de motets et de messes, de quelques mélodies, de pièces de genre pour piano et d'une Fantaisie-Sonate pour orgue, op. 52 (éd. Bruxelles, 1887), « une des rares œuvres françaises dans ce genre », relève le musicien et musicologue Kurt Lueders.
Il meurt le 8 février 1893 en son domicile dans le 4e arrondissement de Paris.